# 5908 Aichi
5908 Aichi este un asteroid din centura principală de asteroizi.

## Descriere
5908 Aichi este un asteroid din centura principală de asteroizi. A fost descoperit pe 20 octombrie 1989 la Kani de Yoshikane Mizuno și Toshimasa Furuta. El prezintă o orbită caracterizată de o semiaxă mare de 2,25 ua, o excentricitate de 0,18 și o înclinație de 6,0° în raport cu ecliptica.